# Вруток
Вруток (мкд. Вруток) је насељено место у Северној Македонији, у северозападном делу државе. Вруток припада општини Гостивар. До 2004. године Вруток је био седиште истоимене општине, која је потом припојена општини Гостивар.
У селу Вруток се налази извор највеће реке Северне Македоније, Вардара (388 км). Извор у Врутоку има издашност воде од 1500 литара у секунди. Такође у близини села се налази и Хидроелектрана „Вруток“ снаге 150 MW.

## Географски положај
Насеље Вруток је смештено у северозападном делу Северне Македоније. Од најближег већег града, Гостивара, насеље је удаљено 7 км југозападно.
Вруток се налази у горњем делу историјске области Полог. Насеље је положено на југозападном ободу Полошког поља, на месту где се из поља издиже планина Враца, јужни наставак Шар-планине. У самом насељу се налази извор Вардара, који је веома јак, у облику врела. Надморска висина насеља се креће од 620 до 710 метара. Атар насеља је површине од 10,9 км², од чега су 622 хектара шуме, 244 хектара обрадиво земљиште и само 27,6 хектара су пашњаци.
Клима у насељу је умерено континентална.

## Историја
Вруток се помиње у време српског цара Душана 1337—1346. године. У његовом атару је имао посед и воденицу тетовски манастир Св. Богородице. Име је добило по самом врелу Вардара. Село је од давнина било са две православне цркве око којих су се налазила гробља. Биле су то цркве Св. Арханђела и Св. Мине.
У месту које се налазило у Гостиварској нахији је 1899. године било пописано 45 кућа "бугараша".
Почетком 20. века Вруток је био насељен православним Словенима (2/3) и муслиманским Албанцима (1/3). Део православних мештана били су верници српске православне општине Цариградске патријаршије.
Православна парохија у Врутоку је 1911. године потпадала под Гостиварски протопрезвират. У месту на улазу православна црква посвећена Св. Мини, саграђена (обновљена) 1939. године на Црквишту. Парох поп Аркадије Поповић је 1929. године основао у Врутоку Одбор за обнову и рестаурацију манастира Св. Симеона Столпника, у оближњој Симници. Скупљани су прилози по целој држави. Вруток је следеће 1930. године средином јула, посетио Патријарх српски Варнава. Код поп Поповића је нађено старо Јеванђеље (Врутошко) из 13. века.
Српска народна школа у месту отворена је 1908. године. Школску зграду у месту су подигли мештани три села (Врутока, Равен и Печкова) у знак пијетета према Краљу Петру I Ослободиоцу. Школа је тада имала око 70 ђака. У основној школи у Врутоку радило је током постојања више учитеља: Милутин Стамболић (1914), Милутин Вукићевић (до 1920), Халим Јакуповић (1920), Вучета Бабовић (1923), Љубомир Лекић (1923), брачни пар Загорка и Ђорђе Вицановић (до 1926), брачни пар Јагош и Олга Перуновић (од 1926), Прокопије Поповић (1926—1938), Милутин Милутиновић управитељ (1930), Ана Ралевић (до 1934), Невенка Секулић (1935—1938), Славка Ракић удата Косијер (до 1940). Месни учитељ је 1939. године основао у њему Соколску чету и читаоницу. Држани су аналфабетски течајеви за неписмене мештане.
Електрана код Врутока је први пут прорадила 6. септембра 1936, када је Гостивар први пут осветљен сијалицама, али је већ после неколико минута дошло до квара. На извору Вардара код Врутока подигнута (пуштена у рад) је 15. новембра 1936. године електрична централа, која је требало да даје струју Гостивару. Централа је коштала преко 1,2 милиона динара, а имала је погонску снагу воде од 240 коњских снага.
Вруток се између два рата сматрао туристичким местом због врела Вардара.

## Становништво
По попису становништва из 2002. године Вруток је имао 1.127 становника. Претежно становништво у насељу су Албанци (75%), а у мањини су етнички Македонци (24%). Већинска вероисповест у насељу је ислам, а мањинска православље.
| Кретање броја становника | Кретање броја становника | Кретање броја становника | Кретање броја становника | Кретање броја становника | Кретање броја становника | Кретање броја становника | Кретање броја становника |
| 1948                     | 1953                     | 1961                     | 1971                     | 1981                     | 1994                     | 2002                     |                          |
| ------------------------ | ------------------------ | ------------------------ | ------------------------ | ------------------------ | ------------------------ | ------------------------ | ------------------------ |
| 1.141                    | 1.405                    | 1.385                    | 1.345                    | 1.258                    | 1.126                    | 1.127                    |                          |

Упоредни преглед националног састава становништва 1961. и 2002. године
| Национални састав према попису из 1961.‍ | Национални састав према попису из 1961.‍ | Национални састав према попису из 1961.‍ | Национални састав према попису из 1961.‍ | Национални састав према попису из 1961.‍ |
| --------------------------------------- | --------------------------------------- | --------------------------------------- | --------------------------------------- | --------------------------------------- |
|                                         |                                         |                                         |                                         |                                         |
| Албанци                                 | Албанци                                 |                                         | 820                                     | 59,2%                                   |
| Македонци                               | Македонци                               |                                         | 513                                     | 37%                                     |
| Срби                                    | Срби                                    |                                         | 10                                      | 0,7%                                    |
| Укупно: 1.385                           |                                         |                                         |                                         |                                         |

| Национални састав према попису из 2002.‍ | Национални састав према попису из 2002.‍ | Национални састав према попису из 2002.‍ | Национални састав према попису из 2002.‍ | Национални састав према попису из 2002.‍ |
| --------------------------------------- | --------------------------------------- | --------------------------------------- | --------------------------------------- | --------------------------------------- |
|                                         |                                         |                                         |                                         |                                         |
| Албанци                                 | Албанци                                 |                                         | 846                                     | 75,1%                                   |
| Македонци                               | Македонци                               |                                         | 276                                     | 24,5%                                   |
| Укупно: 1.127                           |                                         |                                         |                                         |                                         |

### Порекло
У Врутоку је 1946. године живео 41 род у 175 домаћинства. Становништво су чинили православни Словени, муслимански Словени (Торбеши), поарбанашени муслимански Словени, муслимански Арбанаси и Турци.
Словени православци:
- Љуљковци, пет кућа. Млађа презимену су им Трифуновци, Исајловци и Серафимовци. Потичу од претка који је живео на Селишту. Имају исељених породица у Скопљу и Београду. Славе Светог Арханђела.
  - Динговци, једна кућа. Грана Љуљковаца и славе Светог Арханђела.
  - Јандровци, једна кућа. Грана Љуљковаца и славе Светог Арханђела.
- Лешовци, осамнаест кућа. Стариници. Оснивач рода је некада живео на Селишту. Имају исељених породица у Лешници, Гостивару, Тетову и Скопљу. Славе Светог Арханђела.
- Маџои, једанаест кућа. Стариници. Оснивач рода је раније живео на Селишту. Две породице су се иселиле у Лесковац. Славе Светог Арханђела.
- Божинои, девет кућа. Стариници. Оснивач рода је живео на Селишту. Једна породица исељена у Скопље. Славе Светог Арханђела.
- Радеи, осам кућа. Стариници. Преци живели на Селишту. Једна породица исељена у Лесковац. Славе Светог Арханђела.
- Анкоски, три куће. Стари досељеници из Пореча. Славе Светог Арханђела.
- Ђакои, шеснаест кућа. Пореклом из околине Ђаковице у Метохији. Из старине прво дошли у Горјане изнад Градеца а потом дошли у Вруток, где живе од средине 19. века. Деле се на родове Шукаревци, Димовци, Серафимовци и Ћибровци. Имају исељених породица у Лесковцу. Славе Светог Арханђела.[14]
- Аџиовци, шест кућа. Пореклом су из Врбена у Горњој Реци, одакле су дошли средином 19. века. Имају шест породица у Софији. Славе Светог Николу.
- Даиловци, шест кућа. Досељени из суседног Новог Села. Имају исељених породица у Скопљу и Љубљани. Славе Светог Николу.
- Јосифои, једна кућа. Потичу од претка који је дошао као домазет из Лешнице, где су били староседеоци. Славе Светог Николу.
- Мерџанои, једна кућа. Досељени из Врбена, одакле су побегли због зулума браћа Максим и Атанаско. Максим је у Врутоку имао сима Мерџана, а Атанаско кћер Кату. Једна породица живи у Сушици. Славе Светог Арханђела.
- Силјановци, две куће. Досељене однекуда. Једна породица се иселила у Гостивар (тамо изумрла), две се иселиле у Београд. Славе Светог Арханђела.
- Билбиловци, две куће. Доселили се око 1930. године из Печкова, а даље порекло је из Љуре у Северној Албанији. Славе Петковдан и Светог Николу.
- Микаил, једна кућа. Досељен је као домазет из Церова. Тамо је припадао стариначком роду Богдановци. Славе Светог Арханђела.
- Бежовци, једна кућа. Доселили се из Среткова као домазетска породица, где су били стариници. Славе Светог Арханђела.
- Ђукаревци, једна кућа. Потичу од Змејка који је као домазет дошао из Беловишта код Гостивара. У Беловишту припадали стариначком роду Меновци.

Словени муслимани:
- Ћамиловци, две куће. Досељени крајем 19. века из Веле Брда у Доњој Реци. Они одржавају брачне везе са муслиманским Арбанасима, због чега у кући говоре словенски и арбанашки, али ће арбанашки ускоро превладати.

Поарбанашени Словени муслимани:
- Дурмишои, шест кућа. Стариници. Не зна се када су прешли на ислам.
- Фиданоски, шест кућа. Стариници.
- Бајрамои, три куће. Стариници. Две породице живе у Гостивару.
- Џаферовци, једна кућа. Доселили се из Дебарског Дримкола. Раније су говорили словенски, а арбанашки су примили почетком 20. века. Једна породица живи у Лаканици.
- Гуљамчевци, шест кућа. Доселили се из Голог Брда. Тамо је на ислам прешао предак Гуљамче који је говорио словенски.

Арбанаси:
- Зиберовци, четири куће. Доселили се из Церена у Калису, Северна Албанија.[15] У Врутоку живе од краја 18. века. Први су арбанашки досељеници у Вруток. Једна породица живи у Турској.
- Нурчевци, пет кућа. Пореклом из околине Пишкопеје.
- Мерсимоски, пет кућа. Порекло им је исто као Зибероваца. По једна породица живи у Гостивару и Турској.
- Церјани, три куће. Носе име по месту одакле су дошли, Церену у Калису. Доселили се на позив Зибероваца.
- Абазовци, десет кућа. Порекло им је из Радомира у Калису. Род је основао Абаз Ћаја који је био познати сточар.
- Мудовци, три куће. Порекло и време досељавања је исто као код Абазоваца.
- Оломановци, четири куће. Пореклом из Мата, где постоји један предео који се зове Оломан. Доселили се средином 19. века браћа Амедан и Максут, који су тамо убили некога.
- Исеновци, једна кућа. Исто им је порекло као и Абазоваца.
- Рустанои, две куће и Суљои, две куће, су једна крв, јер потичу од два брата. Они су живели у Горњој Реци, вероватно селу Речу, где су убили неког човека па добегли у Вруток. Права старина им је у Калису или Љуми.
- Велиои, три куће. Доселили се из Радомира у Калису.
- Ракипои, две куће. Исто порекло као и рода Велиои.
- Веапои, три куће и Ганиои, пет кућа. Порекло из Радомира у Калису.
- Зитои, једна кућа. Доселили се из суседног Речана.
- Реџеповци, две куће. Доселили се из околине Пишкопеје.

Турци:
- Баба Мусовци, четири куће. Пореклом су из Мале Азије. Најпре су се доселили у Коџаџик код Дебра, а одатле у Вруток. Говорили су турски и одржавају брачне везе са Турцима из Гостивара. Четири породице живе у Гостивару.[16]

## Познате личности
- Аркадије Поповић, српски свештеник
- Јован Трифуноски, српски антропогеограф
- Младен Србиновски, македонски књижевник

## Галерија
- Извор реке Вардар
- Стара кућа у Врутоку
- Хидроелектрана „Вруток”
- Положај насеља Вруток у општини Гостивар